# أنطوان ريتشارد
أنطوان ريتشارد (بالفرنسية: Antoine Richard) هو منافس ألعاب قوى فرنسي، ولد في 8 سبتمبر 1960 في فونتينبلو في فرنسا.

## وصلات خارجية
- أنطوان ريتشارد على موقع الاتحاد الدولي لألعاب القوى (الإنجليزية)
- أنطوان ريتشارد على موقع الاتحاد الفرنسي لألعاب القوى (الفرنسية)
- أنطوان ريتشارد على موقع أوليمبيديا (الإنجليزية)